# Steel (The Twilight Zone)
"Steel" is een aflevering van de Amerikaanse televisieserie The Twilight Zone.

## Plot

### Opening
"Sports item, circa 1974: Battling Maxo, B2, heavyweight, accompanied by his manager and handler, arrives in Maynard, Kansas, for a scheduled six-round bout. Battling Maxo is a robot, or, to be exact, an android, definition: 'an automaton resembling a human being.' Only these automatons have been permitted in the ring since prizefighting was legally abolished in 1968. This is the story of that scheduled six-round bout, more specifically the story of two men shortly to face that remorseless truth: that no law can be passed which will abolish cruelty or desperate need - nor, for that matter, blind animal courage. Location for the facing of said truth: a small, smoke-filled arena just this side of the Twilight Zone."
— Rod Serling

### Verhaal
De aflevering speelt zich af in een toekomst waarin gevechten tussen mensen bij wet verboden zijn. Sporten als boksen en worstelen worden enkel nog uitgevoerd door robots.
Voormalig bokser Steel Kelly is nu de eigenaar van een B2-model gevechtsrobot genaamd "Battling Maxo". Maxo is al een oud model robot, die enkel mee kan doen omdat een andere deelnemer is uitgevallen. Voor Steel en zijn partner is dit hun laatste kans op succes omdat ze al hun geld in Maxo hebben gestoken.
Kort voor het gevecht blijkt echter dat Maxo niet in staat is te vechten. Hij moet gerepareerd worden, maar Steel heeft hier noch het geld, noch de tijd voor. In plaats daarvan besluit hij over te gaan op een gewaagd plan: hij vermomt zichzelf als Maxo en gaat zelf de ring in om met de andere robot te vechten. Omdat hij van buiten de stad is, zal niemand hem herkennen.
Het gevecht wordt Steel bijna fataal, maar uiteindelijk wint hij. Hij krijgt slechts de helft van het prijzengeld vanwege "Maxo’s" slechte prestaties, maar dit is meer dan genoeg om de echte Maxo te laten repareren.

### Slot
"Portrait of a losing side, proof positive that you can't outpunch machinery. Proof also of something else: that no matter what the future brings, man's capacity to rise to the occasion will remain unaltered. His potential for tenacity and optimism continues, as always, to outfight, outpoint and outlive any and all changes made by his society, for which three cheers and a unanimous decision rendered from the Twlight Zone."
— Rod Serling

## Rolverdeling
- Lee Marvin : Steel Kelly
- Joe Mantell : Pole
- Chuck Hicks : Maynard Flash

## Achtergrond
Het scenario van de aflevering is gebaseerd op een eerder verhaal van Richard Matheson. Dit verhaal werd gepubliceerd in mei 1956 in het tijdschrift The Magazine of Fantasy and Science-Fiction.
De aflevering diende als basis voor The Simpsons-aflevering I D'oh-Bot. In deze aflevering probeert Homer Simpson een vechtrobot te bouwen waarmee Bart mee kan doen aan wedstrijden, maar slaagt hier niet in. Daarom maakt hij maar een kostuum zodat hij zelf voor een robot kan doorgaan.